# Chantal Janzen
Chantal Janzen (Tegelen, 15 februari 1979) is een Nederlandse actrice, musicalactrice, presentatrice, zangeres en televisieproducent die als musicalactrice onder meer te zien was in 42nd Street, Saturday Night Fever, Beauty and the Beast, Hij Gelooft in Mij en Tarzan. Tevens presenteert ze sinds 2005 diverse televisieprogramma's, waaronder Beat the Champions en Oh, wat een jaar! Naast presentatrice is ze jurylid in Holland's Got Talent. In 2017 lanceerde Janzen haar eigen magazine en mediamerk &C.

## Biografie
Janzen groeide op in het Limburgse Tegelen, om vervolgens te studeren aan de Amsterdamse Hogeschool voor de Kunsten, aan de opleiding Jazz- en Musicaldans. Ze kreeg hier les in klassieke dans, moderne dans, jazzdans, acteren, spel en zang, tapdansen en musicalrepertoire. Ze speelde onder andere in de musicals Crazy for You, Kunt u mij de weg naar Hamelen vertellen, mijnheer?, Saturday Night Fever, 42nd Street , Beauty and the Beast, Tarzan, Petticoat, Wicked en Hij Gelooft in Mij. Verder trad ze als soliste op bij onder meer Musicals in Ahoy' (2002 en 2004), Holland zingt Hazes (2013) en Musicals in Concert (2014).
Janzen was ook op het witte doek te zien. Zo speelde ze onder andere in de films Fighting Fish, De dominee, Feestje!, Deuce Bigalow: European Gigolo, Volle maan, Alles is Liefde, Kicks, Het Geheim, Pak van mijn hart en de telefilm Loverboy. In december 2002 verscheen haar cd-single Achter de sterren, de titelsong van de speelfilm Science Fiction.
Bij de AVRO presenteerde Janzen onder andere het Gouden Televizier-Ring Gala, Mies 80 jaar, Pink Ribbon Gala en Weten zij veel!?.
In 2011 maakte Janzen de overstap van AVRO naar RTL, waar ze sindsdien diverse programma's heeft gepresenteerd, waaronder Everybody Dance Now, De Jongens tegen de Meisjes, Het Collectief Geheugen, Chantal blijft slapen, Dance Dance Dance en The Talent Project. Daarnaast zit Janzen sinds 2013 in de jury van Holland's Got Talent en was ze in het najaar van 2017 te zien in haar eigen personalityshow &Chantal.
In 2014 tekende Janzen een contract bij de Duitse commerciële zender Sat.1. Ze blijft naast Duitse ook Nederlandse programma's presenteren. Janzen maakte haar Duitse televisiedebuut in februari 2015 als presentatrice van The Voice Kids met Thore Schölermann.
Janzen heeft sinds 2017 een eigen glossy en onlinemediaplatform: &C. Sinds 2019 maakt &C ook televisieproducties.
In 2019 was Janzen te zien als een van de vijftig juryleden in het Amerikaanse televisieprogramma The World's Best van CBS. Tevens presenteerde ze in 2019 de programma's Chantal komt werken, All Together Now en Dancing with the Stars. Van 2019 tot 2022 presenteerde Janzen The voice of Holland. Verder maakte Janzen datzelfde jaar haar debuut als televisieproducent van het programma Chantals Pyjama Party, dat ze tevens presenteert. Sinds november 2019 staat Janzen jaarlijks in het Ziggo Dome met haar eigen concertreeks, deze verscheen tevens onder de naam Chantals Pyjama Party.
In 2020 zou Janzen samen met Jan Smit en Edsilia Rombley het Eurovisiesongfestival 2020 presenteren, maar het festival werd onverhoopt geannuleerd in verband met de coronapandemie. Op 16 mei, de datum waarop de finale zou worden gehouden, kwam er een alternatieve tv-uitzending: Eurovision: Europe Shine a Light. Het programma werd gepresenteerd door Janzen, Smit en Rombley. Een jaar later, in mei 2021, vormde Janzen samen met Jan Smit, Edsilia Rombley en Nikkie de Jager het presentatiekwartet van het Eurovisiesongfestival 2021.
In 2021 speelde Janzen een rol in de videoclip van het nummer Blijven slapen van zangeres Maan en rapper Snelle.
Janzen was een van de insprekers en zanger van de film 2 kleine kleutertjes: Een dag om nooit te vergeten. Het album met liedjes werd uitgebracht in november 2021, de film ging in april 2022 in première.
Vanaf oktober 2023 is Janzen als actrice te zien  in Eén grote familie op RTL4 en Videoland: een dramaserie die door Janzen zelf is bedacht.
In november 2023 was Janzen samen met actrice Tina de Bruin te horen in de podcast Chantal & Tina, geproduceerd door Videoland. Hiervan verscheen ook een gelijknamige serie op Videoland. In april 2024 maakte deze podcast een doorstart, onder dezelfde naam, maar ditmaal geproduceerd door &C in samenwerking met Audiohuis.

## Onderscheidingen

### Prijzen
Janzen ontving in 2002 de John Kraaijkamp Musical Award voor Aanstormend Talent voor haar hoofdrol in Saturday Night Fever en de Soetelieve Beurs voor Aanstormend Musical Talent. Ook ontving ze een Musical Award in 2005 voor Beste Vrouwelijke Bijrol in Crazy for You. Ze was genomineerd voor Beste Vrouwelijke Hoofdrol 2006 voor Beauty and the Beast en in 2007 voor haar rol Jane in de musical Tarzan. Voor haar rol als Rachel Hazes in de musical Hij Gelooft in Mij kreeg ze de Conny Stuart Musicalaward voor Beste Vrouwelijke Hoofdrol.
Janzen ontving in de jaren 2014, 2015 en 2016 achtereenvolgend de Zilveren Televizier-Ster beste tv-presentatrice op het Gouden Televizier-Ring Gala. Het jaar daarop in 2017 mocht ze niet genomineerd worden omdat volgens de regels je drie keer achter elkaar mag winnen en daarna één jaar niet. In 2018 mocht Janzen weer genomineerd worden voor de Zilveren Televizier-Ster beste tv-presentatrice, dit lukte haar en ze wist deze uiteindelijk ook te winnen. In 2019 en in 2020 won ze wederom deze prijs, hierdoor mocht Janzen in 2021 niet genomineerd worden. Janzen heeft sinds oktober 2020 het record in handen door het vaakste uitgeroepen te worden als beste presentatrice tijdens het Gouden Televizier-Ring Gala.
Bij de tv-beelden 2016 was Janzen de presentatrice met de meeste (6) nominaties. Zij won in de categorieën 'beste presentator' en 'beste nieuwe format' met Dance Dance Dance.

#### Prijzenoverzicht
| Jaar | Prijs                           | Categorie                  | Opmerkingen                                 |
| ---- | ------------------------------- | -------------------------- | ------------------------------------------- |
| 2002 | Johnny Kraaijkamp Musical Award | Aanstormend talent         | Voor haar rol in Saturday Night Fever       |
| 2002 | Stoelelieve Beurs               | Aanstormend musical talent |                                             |
| 2005 | Musical Award                   | Beste vrouwelijke bijrol   | Voor haar rol in Crazy for You              |
| 2008 | Meest Sexy Vrouw                |                            |                                             |
| 2011 | De lekkerste MILF van Nederland |                            |                                             |
| 2012 | De lekkerste MILF van Nederland |                            |                                             |
| 2013 | Conny Stuart Musicalaward       | Beste vrouwelijke hoofdrol | Voor haar rol in Hij Gelooft in Mij         |
| 2014 | De lekkerste MILF van Nederland |                            |                                             |
| 2014 | Zilveren Televizier-Ster        | Beste tv-presentatrice     |                                             |
| 2015 | Zilveren Televizier-Ster        | Beste tv-presentatrice     |                                             |
| 2016 | Zilveren Televizier-Ster        | Beste tv-presentatrice     |                                             |
| 2016 | De tv-beelden                   | Beste presentator          | Voor haar presentatie in Dance Dance Dance  |
| 2016 | De tv-beelden                   | Beste nieuwe format        | Voor haar medewerking aan Dance Dance Dance |
| 2018 | Zilveren Televizier-Ster        | Beste tv-presentatrice     |                                             |
| 2019 | Televizier-Ster                 | Beste tv-presentatrice     |                                             |
| 2020 | De Gouden Stemband              | Mooiste vrouwenstem        |                                             |
| 2020 | Televizier-Ster                 | Beste tv-presentatrice     |                                             |
| 2023 | SponsorRing                     | Entertainment              |                                             |

### Petticoat
In 2008 werd bekendgemaakt dat er een musical speciaal voor Janzen zou worden geschreven. Ze is immers een uniek talent, volgens Joop van den Ende. In 2010 ging deze musical, genaamd Petticoat, in première, met Janzen in de hoofdrol.

### Moreira de Melo-incident en 'Mark Rutte'-incident
Na een zangoptreden van voormalig tophockeyster Fatima Moreira de Melo sprak Janzen in 2008 de woorden "Wat kan ze hockeyen, hè, die meid." Deze uitspraak leidde tot hilariteit bij de aanwezigen en het tv-publiek en werd genomineerd voor TV-moment van het Jaar 2008.
Tijdens het Gouden Televizier-Ring Gala 2016 kreeg Janzen de Zilveren Televizier-Ster voor beste presentatrice uit handen van Mark Rutte-imitator Remko Vrijdag. Na een negen minuten lange, slecht ontvangen impersonatie-toespraak van Vrijdag pakte Janzen met één snedige opmerking het moment: "Genoeg gelachen."

### MILF-verkiezing
Janzen heeft verscheidene malen de 'De lekkerste MILF van Nederland'-verkiezing gewonnen. Deze titels werden haar toegekend door radiopresentator Ruud de Wild. Ze won de titel in 2011 en 2012. In 2014 won Janzen wederom de titel, na te zijn gekozen door de meerderheid van de Radio 538-luisteraars.

### Madame Tussauds
In 2009 besloot Madame Tussauds Amsterdam naar aanleiding van de wensen van veel bezoekers een wassen beeld van Janzen in het museum toe te voegen. Dit werd in december 2009 door haar zelf onthuld.
In december 2022 onthulde Janzen een nieuw, vervangend wassen beeld van haar zelf in het museum: het oude was volgens Madame Tussauds niet meer 'up-to-date'.
Janzen heeft voor beide beelden tevens zelf geposeerd.

## Privé
Janzen trouwde op 15 december 2014 in Londen. Samen met haar man heeft zij twee zoons, tevens is ze stiefmoeder van drie kinderen uit een eerdere relatie van haar man.

## Filmografie

### Film
| Jaar | Titel                                              | Rol                      | Opmerkingen      |
| ---- | -------------------------------------------------- | ------------------------ | ---------------- |
| 2002 | Volle maan                                         | Andrea                   |                  |
| 2003 | Loverboy                                           | Claudia                  |                  |
| 2003 | Pista!                                             | Heidi                    |                  |
| 2004 | Fighting Fish                                      | Jennifer                 |                  |
| 2004 | Feestje!                                           | Talita                   |                  |
| 2004 | De dominee                                         | Annet                    |                  |
| 2005 | Deuce Bigalow: European Gigolo                     | Scandinavische pornoster |                  |
| 2007 | Kicks                                              | Denise                   |                  |
| 2007 | Shrek the Third                                    | Sneeuwwitje              | Nasynchronisatie |
| 2007 | Alles is liefde                                    | Sarah                    |                  |
| 2007 | Enchanted                                          | Giselle                  | Nasynchronisatie |
| 2009 | De Hel van '63                                     | Dieuwke Ferwerda         |                  |
| 2010 | Nanny McPhee 2                                     | Isabel Green             | Nasynchronisatie |
| 2010 | Het geheim                                         | Laura Stikker            |                  |
| 2013 | Soof                                               | Bob                      |                  |
| 2014 | Pak van mijn hart                                  | Julia                    |                  |
| 2017 | Het verlangen                                      | Brigitte Hooijmakers     | Hoofdrol         |
| 2022 | 2 kleine kleutertjes: Een dag om nooit te vergeten | Mama                     |                  |
| 2024 | Wicked                                             | Wiz-O-Mania Super Star   | Nasynchronisatie |

### Televisie
Als actrice
| Jaar       | Titel                        | Omroep/Zender | Rol                                                                           | Opmerkingen                                      |
| ---------- | ---------------------------- | ------------- | ----------------------------------------------------------------------------- | ------------------------------------------------ |
| 2002       | IC                           | RTL 4         | Esther Goud                                                                   | Gastrol                                          |
| 2003       | Baantjer                     | RTL 4         | Julia Hendrikx                                                                | Gastrol                                          |
| 2003       | De band                      | VARA          | Inge                                                                          | Gastrol                                          |
| 2005       | Meiden van De Wit            | Net5          | Wendy                                                                         |                                                  |
| 2005       | De Lama's                    | BNN           | Zichzelf                                                                      | Hoofdgast                                        |
| 2005       | Samen                        | Talpa         | Iris Bestevaer                                                                | Gastrol                                          |
| 2006       | Kinderen geen bezwaar        | VARA          | Zichzelf                                                                      | Gastrol                                          |
| 2010-2019  | De TV Kantine                | RTL 4         | Diverse rollen waaronder Helga Geerhart, Barbie, Melania Trump, Mariska Bauer | Verschillende gastrollen, persiflages            |
| 2011       | Zie Ze Vliegen               | RTL 4         | Diverse rollen waaronder Irma de Vries, Hetty Wolf en Anja Potsma             | Samen met Carlo Boszhard, Irene Moors en Gordon  |
| 2012       | Goede tijden, slechte tijden | RTL 4         | Glinda                                                                        | Gastrol                                          |
| 2012-2016  | Divorce                      | RTL 4         | Sophie Schaeffer-Bax                                                          | Vaste rol                                        |
| 2019       | Kees & co                    | RTL 4         | Coosje                                                                        | Vaste rol                                        |
| 2019       | Goede tijden, slechte tijden | RTL 4         | Annelies de Heer                                                              | Gastrol                                          |
| 2023-heden | Eén grote familie            | RTL 4         | Julia Smeets                                                                  | Vaste rol                                        |
| 2023       | Chantal & Tina               | Videoland     | Zichzelf                                                                      | Vaste rol, aanvulling op de gelijknamige podcast |
| 2026       | BASTA                        | Videoland     | Danny Cruijff                                                                 | Vaste rol                                        |

Als presentatrice / jurylid
| Jaar            | Titel                                             | Omroep/Zender              | Opmerkingen                                                      |
| --------------- | ------------------------------------------------- | -------------------------- | ---------------------------------------------------------------- |
| 2003            | D'r op of d'r onder                               | SBS6                       | Jurylid                                                          |
| 2005-2006       | Idols 3                                           | RTL 4                      | Samen met Martijn Krabbé                                         |
| 2005-2006       | Staatsloterij Live                                | RTL 4                      | Samen met Carlo Boszhard                                         |
| 2006            | Staatsloterij €100.000 Show                       | RTL 4                      | Samen met Carlo Boszhard                                         |
| 2006–2007       | Ranking the Stars                                 | BNN                        | Panellid                                                         |
| 2008            | Chantal@AVRO.nl                                   | AVRO                       |                                                                  |
| 2008-2010       | Uitmarkt Musical Sing-Along                       | AVRO                       | Samen met Frits Sissing                                          |
| 2008, 2009      | Het Pink Ribbon Gala                              | AVRO                       |                                                                  |
| 2008            | Joseph Backstage                                  | AVRO                       | Samen met Renate Schutte                                         |
| 2008-2010       | Gouden Televizier-Ring Gala                       | AVRO                       |                                                                  |
| 2008            | Chalet Chantal                                    | AVRO                       | Eenmalig personality-kerstprogramma                              |
| 2009            | Zóóó 30                                           | AVRO                       | Eenmalig, samen met Ruben Nicolai                                |
| 2008, 2009      | Het Hofvijverconcert                              | AVRO                       |                                                                  |
| 2009            | Wie is mijn ex?                                   | AVRO                       |                                                                  |
| 2009            | RTL Boulevard                                     | RTL 4                      | Eenmalig; gastpresentatrice                                      |
| 2009            | Mies 80!                                          | AVRO                       | Eenmalig; eerbetoon aan de koningin van de Nederlandse televisie |
| 2009–2010       | Weten zij veel!?                                  | AVRO                       |                                                                  |
| 2010            | Op zoek naar Freek… met Chantal                   | AVRO                       | Eenmalig                                                         |
| 2010            | Backstage bij Petticoat                           | RTL 4                      | Docusoap over het ontstaan van de musical Petticoat!             |
| 2011–2017       | De Jongens tegen de Meisjes                       | RTL 4                      | Samen met Tijl Beckand                                           |
| 2011            | Sunday Night Fever                                | RTL 4                      |                                                                  |
| 2012            | Beat the Best                                     | RTL 4                      | Samen met Gordon                                                 |
| 2012            | Your Face Sounds Familliar                        | RTL 4                      | Jurylid                                                          |
| 2013–2015       | Everybody Dance Now                               | RTL 4                      |                                                                  |
| 2013–heden      | Holland's Got Talent                              | RTL 4                      | Jurylid                                                          |
| 2014            | Het beste van Holland's Got Talent                | RTL 4                      |                                                                  |
| 2014            | Beatrix, met hart en ziel                         | NOS                        | Eenmalig bedankconcert voor prinses Beatrix                      |
| 2014            | Billy Elliot: Van auditie tot applaus             | RTL 4                      | Docusoap over het ontstaan van de musical Billy Elliot           |
| 2014–2017       | Chantal blijft slapen                             | RTL 4                      | Programma werd opgevolgd door Chantals Pyjama Party              |
| 2014–2016       | The Voice Kids                                    | Sat.1                      | Samen met Thore Schölermann                                      |
| 2015            | Carlo's TV Café                                   | RTL 4                      | Presentatie afl. 1 & 7, samen met Carlo Boszhard                 |
| 2015–2018       | Dance Dance Dance                                 | RTL 4                      | Seizoen 1 tot 3 met Jandino Asporaat, seizoen 4 met Humberto Tan |
| 2015            | Superkids                                         | Sat.1                      | Jurylid                                                          |
| 2015–2016       | Het collectief geheugen                           | RTL 4                      | [ 43 ]                                                           |
| 2016            | It Takes 2                                        | RTL 4                      | Samen met Gordon                                                 |
| 2017            | Janzen & Van Dijk                                 | RTL 4                      | Samen met Wendy van Dijk                                         |
| 2017            | &Chantal                                          | RTL 4                      | [ 45 ]                                                           |
| 2017–2020       | Chantal komt werken                               | &C / RTL 4                 | Sinds 2019 te zien op RTL 4                                      |
| 2018            | Doe het lekker zelf                               | RTL 4                      | [ 46 ]                                                           |
| 2018            | Time to Dance                                     | RTL 4                      | Samen met Jamai Loman                                            |
| 2018            | The Talent Project                                | RTL 4                      | Jurylid                                                          |
| 2019            | The World's Best                                  | CBS                        | Een van de vijftig juryleden                                     |
| 2019–2020       | All Together Now                                  | RTL 4                      | Seizoen 1 met Jamai Loman, seizoen 2 met Gerard Joling           |
| 2019            | Van der Vorst ziet sterren                        | RTL 4                      | Eenmalig                                                         |
| 2019            | Chantals pyjama party                             | RTL 4                      | Vervolg op het programma Chantal blijft slapen                   |
| 2019            | Dancing with the Stars                            | RTL 4                      | Samen met Tijl Beckand                                           |
| 2019–2022, 2026 | The Voice of Holland                              | RTL 4                      | Samen met Martijn Krabbé                                         |
| 2020            | Eurovisie Songfestival 2020: Loting halve finales | AVROTROS i.s.m. NPO en NOS | Samen met Jan Smit en Edsilia Rombley                            |
| 2020            | De Chantal & Beau show: tussen de schuifdeuren    | RTL 4                      | Eenmalig programma samen met Beau van Erven Dorens               |
| 2020            | Eurovision: Europe Shine a Light                  | AVROTROS i.s.m. NPO en NOS | Samen met Jan Smit en Edsilia Rombley                            |
| 2020–heden      | Oh, wat een jaar!                                 | RTL 4                      | Samen met Carlo Boszhard en Ruben Nicolai                        |
| 2021–heden      | Beat the Champions                                | RTL 4                      | [ 49 ]                                                           |
| 2021            | Chantals Beauty Camper                            | RTL 4                      | Samen met Leco van Zadelhoff en Fred van Leer                    |
| 2021            | Eurovisiesongfestival 2021                        | AVROTROS i.s.m. NPO en NOS | Samen met Jan Smit, Edsilia Rombley en Nikkie de Jager           |
| 2021–heden      | Beat the Champions VIPS                           | RTL 4                      | [ 51 ]                                                           |
| 2021            | Das Supertalent                                   | RTL                        | Jurylid                                                          |
| 2021–2023       | Chantals pyjama party                             | RTL 4                      | Vervolg op het gelijknamige programma uit 2019                   |
| 2021-2022       | Oh, wat een kerst!                                | RTL 4                      | Kerstspecial                                                     |
| 2022            | Samen in actie voor Oekraïne                      | NPO 1, RTL 4 en SBS6       | Eenmalig programma; een van de presentatoren                     |
| 2022-2024       | Make Up Your Mind                                 | RTL 4                      | Gastpanellid                                                     |
| 2022            | Blow Up                                           | RTL 4                      | Samen met Martijn Krabbé                                         |
| 2022            | Fout maar goud                                    | RTL 4                      | [ 55 ]                                                           |
| 2022            | Junior Songfestival                               | AVROTROS                   | Eenmalig jurylid                                                 |
| 2023            | Help slachtoffers van de aardbeving               | NPO 1, RTL 4 en SBS6       | Eenmalig programma; een van de presentatoren                     |
| 2024-2025       | Stars on Stage                                    | RTL 4                      | Gastrecensent                                                    |
| 2024            | De piano                                          | RTL 4                      |                                                                  |
| 2025            | De Golden Bachelor                                | Videoland                  |                                                                  |
| 2025            | Play That Song Again                              | RTL 4                      | Eenmalig programma                                               |

## Musicals
| Jaar        | Titel                                               | Rol                                        | Producent                     |
| ----------- | --------------------------------------------------- | ------------------------------------------ | ----------------------------- |
| 2000 - 2001 | 42nd Street                                         | Lorraine Fleming / Understudy Peggy Sawyer | Stage Entertainment           |
| 2001 - 2003 | Saturday Night Fever                                | Stephanie Mangano                          | Stage Entertainment           |
| 2003 - 2004 | Kunt u mij de weg naar Hamelen vertellen, mijnheer? | Lidwientje Walg                            | Albert Verlinde Entertainment |
| 2004 - 2005 | Crazy for You                                       | Patsy / Alternate Polly Baker              | Stage Entertainment           |
| 2005 - 2007 | Beauty and the Beast                                | Belle                                      | Stage Entertainment           |
| 2007 - 2009 | Tarzan                                              | Jane Porter                                | Stage Entertainment           |
| 2009 - 2010 | Disney Musical Sing-A-Long                          | Soliste (prinses)                          | Stage Entertainment           |
| 2010 - 2011 | Petticoat                                           | Patricia "Pattie" Jagersma                 | Stage Entertainment           |
| 2011 - 2012 | Wicked                                              | Glinda, de Goede heks van het Noorden      | Stage Entertainment           |
| 2012 - 2015 | Hij Gelooft in Mij                                  | Rachel Hazes                               | Stage Entertainment           |
| 2026        | Cabaret                                             | Sally Bowles                               | MediaLane                     |

## Concerten
| Jaar             | Titel                    | Rol                | Concertzaal   | Producent                      |
| ---------------- | ------------------------ | ------------------ | ------------- | ------------------------------ |
| 2002, 2004, 2006 | Musicals in Ahoy'        | Soliste            | Ahoy          | Stage Entertainment            |
| 2013             | Holland zingt Hazes      | Soliste            | Ziggo Dome    | Stage Entertainment            |
| 2014             | Musicals in Concert      | Soliste            | Ziggo Dome    | Stage Entertainment            |
| 2019, 2022, 2023 | Chantals Pyjama Party    | Gastvrouw, soliste | Ziggo Dome    | RTL Live Entertainment         |
| 2023             | Foute Party 2023         | Soliste            | Brabanthallen | Qmusic                         |
| 2024 - heden     | Festival der Liebe       | Gastvrouw, soliste | Ahoy          | Volendam Music i.s.m. &C Media |
| 2024             | The Best of Musicals     | Soliste            | Ziggo Dome    | MediaLane                      |
| 2024             | Frans Bauer Live in Ahoy | Gastartiest        | Ahoy          | Frans Bauer                    |
| 2024             | Concert of the Year      | Gastvrouw, soliste | Ziggo Dome    | &C Media                       |

## Muziek
| Jaar  | Titel                                           | Opmerkingen |
| ----- | ----------------------------------------------- | --- |
| ±2001 | Hallo in de Yellow                              | samen met Frans Pollux, op het verzamelalbum Venloos' Trots                                                                               |
| 2002  | Achter de sterren                               | |
| 2004  | Last Christmas en We wish you a merry Christmas | op het verzamelalbum X-Mas Feelings & musical stars voor Stichting Opkikker                                                               |
| 2007  | 125 Jaar Mastreechter Staar                     | samen met Koninklijke Zangvereniging Mastreechter Staar en Bèr Schellings. O.l.v. Roger Moens                                             |
| 2008  | Liefde                                          | samen met Rowwen Hèze |
| 2008  | Vecht Mee                                       | samen met Yes-R, lied dat KWF steunt |
| 2008  | Alle Vogels                                     | samen met Bastiaan Ragas, uit de film Morrison krijgt een zusje                                                                           |
| 2008  | Kolderliedjes (album)                           | liedjes van Toon Hermans, ook gezongen door Willem Nijholt en Maurice Hermans, gearrangeerd door Floor Minnaert                           |
| 2009  | De Liefde (luisterboek)                         | gedichten en liedjes van Toon Hermans, ook gesproken en gezongen door Willem Nijholt en Maurice Hermans, gearrangeerd door Floor Minnaert |
| 2012  | Deze Daag                                       | samen met Rowwen Hèze, special voor de Floriade                                                                                           |
| 2013  | Voor ons Allebei                                | samen met Los Angeles, The Voices |
| 2019  | Ik ben een Kerstbal                             | door Chantal & de Kerstballen (van Bert en Ernie), een ode aan het Prinses Máxima Centrum                                                 |
| 2023  | Letste Leedje                                   | samen met Lex Uiting |
| 2023  | Schultenbräu                                    | samen met Donnie voor Qmusic |
| 2024  | Festival der Liebe                              | samen met Jan Smit, cover van Ein Festival der Liebe en titelsong voor het gelijknamige concert                                           |
| 2025  | Ich Bin Wie Du                                  | Samen met Jan Smit, cover van Ich Bin Wie Du als titelsong voor de tweede concertreeks van Festival der Liebe.                            |

## Discografie

### Albums
| Album                          | Verschijnen      | Label               | Hitlijsten | Hitlijsten | Opmerkingen                         |
| Album                          | Verschijnen      | Label               | NL         | NL         | Opmerkingen                         |
| Album                          | Verschijnen      | Label               | Piek       | Weken      | Opmerkingen                         |
| ------------------------------ | ---------------- | ------------------- | ---------- | ---------- | ----------------------------------- |
| Petticoat (met Petticoat-cast) | 29 november 2010 | Stage Entertainment | 11         | 22         | Soundtrack van de musical Petticoat |

### Nummers met notering(en) in een hitlijst
| Lied                      | Verschijnen      | Album                          | Hitlijsten  | Hitlijsten  | Hitlijsten   | Hitlijsten   | Opmerkingen                     |
| Lied                      | Verschijnen      | Album                          | NL (Top 40) | NL (Top 40) | NL (Top 100) | NL (Top 100) | Opmerkingen                     |
| Lied                      | Verschijnen      | Album                          | Piek        | Weken       | Piek         | Weken        | Opmerkingen                     |
| ------------------------- | ---------------- | ------------------------------ | ----------- | ----------- | ------------ | ------------ | ------------------------------- |
| Vecht mee (met Yes-R)     | 14 november 2008 | —                              | tip14       | —           | 10           | 8            |                                 |
| Schultenbräu (met Donnie) | 2 juni 2023      | De kibbelingsound (van Donnie) | 7           | 8           | 7            | 17           | Alarmschijf / Goud in Nederland |